# Merenptah
Merenptah, (geliefde van de god Ptah, soms ook wel weergegeven als Merneptah)  was de 4e Egyptische farao uit de 19e dynastie. Hij regeerde van (ca.) 1224 tot 1214 v.Chr.

## Biografie
Merenptah was de 13e zoon en opvolger van de grote farao Ramses II die 67 jaar regeerde. Hij erfde Egypte van zijn vader op het hoogtepunt van zijn macht. Het eerste wat Merenptah deed toen hij farao werd was het verplaatsen van de hoofdstad. Ramses II had deze in de Nijldelta een nieuwe hoofdstad laten bouwen, naar hemzelf Pi-Ramesse genoemd. Merenptah verplaatste de hoofdstad terug naar Memphis.
Onder Ramses II was een vredesverdrag opgericht met het Hettische Rijk, de aartsvijand van Egypte. Merenptah respecteerde dit verdrag. Het Hettische Rijk werd echter onder de voet gelopen door de Zeevolken. Deze volkeren, afkomstig uit het gebied rond de Middellandse Zee, waren zo sterk en goed georganiseerd dat zij diep in Egypte konden doordringen. Merenptah antwoordde met de oprichting van een groot leger en ging het gevecht aan met de Zeevolken. Tijdens een grote militaire campagne rond 1220 v.Chr. versloeg het Egyptische leger in een zes uur durende veldslag de Tehenoe met de verbonden Zeevolken. Dit was de grootste militaire overwinning sinds het overlijden van Ramses II.
Merenptah regeerde niet erg lang. Dit komt door de lange regeringsperiode van zijn vader, en door zijn eigen hoge leeftijd toen hij de Egyptische troon besteeg. Wel zijn er veel bijzondere dingen voorgevallen onder zijn bewind. Hij slaagde erin de grootsheid van Egypte te behouden zoals zijn vader en grootvader, Seti I, hadden gedaan, iets wat na de dood van Merenptah door diens opvolgers rap teniet is gedaan.
Na zijn dood werd hij gemummificeerd. Zijn mummie is begraven in een dodentempel vergelijkbaar met die van zijn vader in het Dal der Koningen. Daar is de tombe van Merenptah in 1903 door Howard Carter ontdekt. Zijn mummie bleek echter niet meer in de tombe te liggen. Deze bleek al in 1898 gevonden te zijn in het graf van Amenhotep II in Deir el-Bahri, tezamen met de mummies van negen andere farao's. Al deze mummies waren daar door priesters in veiligheid gebracht, nadat de originele tombes van hun rijkdommen ontdaan waren.
De koninklijke mummie van Merenptah ligt nu in het Egyptisch Museum in Caïro, hetzelfde museum waar ook zijn vader en grootvader hun laatste rustplaats gevonden hebben.

## Bouwwerken
- Dodentempel van Merenptah Deze tempel werd al in de oudheid grotendeels verwoest, maar door inspanningen van archeologen is er heel veel gereconstrueerd. Tijdens eerdere opgravingen stootte Petrie op de Stele van Merenptah.
- Graf DK 8

## Merenptah in de populaire literatuur
De stripreeks Papyrus (door Lucien De Gieter) speelt zich af in de tijd van Farao Merenptah.